# Sugár Ágnes
Sugár Ágnes  (Budapest, 1963. október 28. –) magyar műsorvezető, bemondó, televíziós-rádiós újságíró.

## Életpályája
Végzettsége: gyógypedagógus. 1987-ben a Magyar Rádió Belpolitikai Rovatánál kezdte pályafutását. 1988-ban részt vett a Magyar Televízió MTV Plussz című kísérleti adásában. Ezt követően 1989-ben az önállóvá váló tv2 (MTV2) műsorvezetője lett. Annak megszűnése után a Magyar Televízió bemondója, műsorvezetője. 1997-ben az akkor induló kereskedelmi TV2 reggeli és délelőtti műsorának műsorvezetője, 1999-től ismét a Magyar Televízió műsorvezető-szerkesztője 2001-ig. Rövid ideig következett a Satelit TV, majd 2002-től ismét a Magyar Televízió, ahol kulturális igazgató-helyettes, majd koprodukciós igazgató volt, 2004 őszéig. 2011-es elbocsátásáig ismét szerkesztő-műsorvezető.

#### Magánélete
Márton István rendezővel 25 éves korában ismerkedett meg, akitől az 1990-es évek első felében született meg Franciska keresztnevű lányuk. A kapcsolatból nem lett házasság. Ezt követően Sugár Ágnes ifj. Rátonyi Róberthez ment férjhez, a Mátyás templomban esküdtek meg, de a házasságkötést követően egy hónap múlva el is vált.  2012-ben házasodott össze a második férjével, Arató Andrással, a Klubrádió tulajdonosával, azóta a rádió szerkesztő-műsorvezetője. Fő műsorkészítői tevékenysége a magazin- és szórakoztató-, illetve egyre inkább a kulturális műsorok.

## Műsorai[10]
- Lámpák mögött - filmes magazin (MTV, műsorvezető 1991-92)
- A férfi, aki tetszik nekünk - szórakoztató show (MTV, szerkesztő-műsorvezető 1992-94)
- Szeret, nem szeret - női magazin (MTV, szerkesztő-műsorvezető 1995-96)
- Színházi közvetítések (MTV, műsorvezető 1995-2004)
- Jó reggelt, Magyarország - közéleti magazin (TV2, műsorvezető 1997-98)
- Mai nap - délelőtti magazin (MTV, szerkesztő- műsorvezető 1999-2000)
- Napi mozaik - délelőtti magazin (MTV, szerkesztő-műsorvezető 2001)
- Délelőtti magazin (Satelit Tv, műsorvezető 2001-2002)
- Calypso Rádió (Magyar Rádió, műsorvezető 2000-2001)
- Illúziók nélkül (Klubrádió, műsorvezető 2002)
- Halhatatlanok Társulata - kulturális portrék és gálaműsor (MTV, műsorvezető 2003-2010)
- Játék a színház - színházi vetélkedő (MTV, műsorvezető 2008-2009)[11]
- SZÓSZ?!:) - nyelvi vetélkedő (MTV, műsorvezető 2009-2010) (Európai Közszolgálati Műsorszolgáltatók legjobb műsorai között[2])
- Hogy volt? - kulturális visszapillantó (MTV, műsorvezető-szerkesztő 2010-2011)
- Játssz-Ma! - kulturális vetélkedő (Klubrádió, szerkesztő-műsorvezető 2012-2013)
- Partitúra nélkül - komolyzenei ismeretterjesztő műsor (Klubrádió, szerkesztő- műsorvezető 2013)
- Halhatatlanok Társulata - kulturális portrék és gálaműsor (Klubrádió, műsorvezető 2013-
- Hallójárat - kulturális magazin (Klubrádió, szerkesztő-műsorvezető 2014-
- Mi újság a suliban? - oktatási műsor (Klubrádió, műsorvezető 2016-
- Ötös - a filmes műsor (Klubrádió, szerkesztő 2016-